# Chirita micromusa
Chirita micromusa är en tvåhjärtbladig växtart som beskrevs av Brian Laurence Burtt. Chirita micromusa ingår i släktet Chirita och familjen Gesneriaceae. Inga underarter finns listade i Catalogue of Life.